# Trjapitzinellus microrphanos
Trjapitzinellus microrphanos är en stekelart som beskrevs av Gordh 1973. Trjapitzinellus microrphanos ingår i släktet Trjapitzinellus och familjen sköldlussteklar. Inga underarter finns listade i Catalogue of Life.